# Tijd voor Teenagers
Tijd voor Teenagers war eine musikalische Hörfunksendung der niederländischen Rundfunkgesellschaft VARA, die zwischen 1959 und 1969 ausgestrahlt wurde (von 1965 bis 1969 auf dem Popmusiksender Hilversum 3).
Erstmals ging Tijd voor Teenagers am Freitag, den 11. September 1959 um 17.00 Uhr auf Sendung. Die Anfangszeit wurde geprägt durch den Hörspielsprecher Dick van ’t Sant (1932–2008), hier jedoch unter seinem Pseudonym Dick Duster. 1961 übernahm Herman Stok (1927–2021) die Moderation, der parallel auch die Popmusiksendung Top of Flop (1961–1965) begleitete. Erdacht hat die Sendung der VARA-Redakteur und spätere Kommunalpolitiker von Wijdemeren, Co de Kloet (1932–2020) in Zusammenarbeit mit Leo Boudewijns, der damals Direktor des Musiklabels Phonogram und der NVPI war.
Von der Sendung wird allgemein angenommen, dass sie die erste Popmusiksendung des niederländischen Rundfunks sei. Hier wurde zeitgleich die Hitparade Tijd voor Teenagers Top 5 vorgestellt. Diese Hitliste spiegelte den Geschmack der jugendlichen Hörer, die ihre favorisierten Platten hinein wählten. Ab dem 30. November 1963 wurde diese aber nach den Verkaufszahlen zusammengestellt und hieß fortan Tijd voor Teenagers Top 10. Parallel lief zwischen 1961 und 1965 die Sendereihe Top of Flop (nach dem Vorbild der BBC-Reihe Jukebox Jury), welche sich an ein ähnliches Publikum richtete und ebenfalls von Herman Stok moderiert wurde.